# Погорєлов Михайло Анатолійович
Миха́йло Анато́лійович Погорє́лов (1992—2014) — молодший сержант, Міністерство внутрішніх справ України, батальйон патрульної служби міліції особливого призначення «Івано-Франківськ», учасник російсько-української війни.

## З життєпису
Народився 1992 року в смт Обертин Тлумацького району Івано-Франківської області. Виростав з чотирма сестрами. Грав на басі в духовому оркестрі. 2010 року помер його батько. 2011-го Михайло пішов на строкову військову службу. Після демобілізації працював на заробітках у Москві. 
У травні 2014 року повернувся та записався добровольцем; молодший сержант батальйону «Івано-Франківськ». Ніс службу на блокпостах у Старобешевому та Комсомольську, а потім його разом із бійцями БПСМОП «Івано-Франківськ» перекинули під Іловайськ.
Загинув 29 серпня 2014 року під час виходу колони з оточення поблизу Іловайська. Ідентифікували тіло.
5—7 вересня 2014-го в Тлумацькому районі оголошено траур.
Без Михайла лишилися мама Мирослава Василівна та чотири сестри.

## Нагороди та вшанування
- 29 вересня 2014 року — за особисту мужність і героїзм, виявлені у захисті державного суверенітету та територіальної цілісності України, вірність військовій присязі під час російсько-української війни, відзначений — нагороджений орденом «За мужність» III ступеня (посмертно).
- в березні 2016 року на будівлі Обертинської ЗОШ відкрито і освячено меморіальну дошку пам'яті Михайла Погорєлова<refВ Обертині відкрили меморіальну дошку загиблому під Іловайськом Михайлові Погорєлову</ref>
- Його портрет розміщений на меморіалі «Стіна пам'яті полеглих за Україну» в Києві: секція 4, ряд 1, місце 12
- Вшановується 29 серпня на щоденному ранковому церемоніалі вшанування українських захисників, які загинули цього дня в різні роки внаслідок російської збройної агресії[2]
- Іловайський Хрест (посмертно)